# Exo Next Door
EXO Next Door (hangul: 우리 옆집에 엑소가 산다; rr: Uri Yeobjibe Eksoga Sanda; lit. "EXO Lives Next Door to My House") é uma web série sul-coreana estrelada por Moon Ga-young e os membros do grupo de ídolos de K-pop Exo (interpretando versões fictícias de si mesmos). Foi ao ar pela Naver TV Cast de 9 de abril á 28 de maio de 2015, todas terças e quintas-feiras às 22:00 com um total de 16 episódios.
Exo Next Door se tornou uma das web séries mais populares na Coréia, com 50 milhões de visualizações. A CJ E&M re-editou a série em uma versão cinematográfica, que foi então vendida para compradores estrangeiros no 68º Cannes Film Market.

## Enredo
Ji Yeon-hee é uma garota de 23 anos de idade, extremamente tímida, introvertida com zero de experiência amorosa. Seu problema, é que sempre que ela vai tentar falar com alguém que ela gosta, seu rosto fica extremamente vermelho. Um dia, quatro jovens se mudam para a casa ao lado da casa de Yeon-hee, e para sua surpresa, eles acabam por ser Chanyeol, D.O., Baekhyun e Sehun membros de seu boy group favorito, EXO. Como um emprego de tempo parcial para as férias de inverno, ela está limpando a casa do EXO. Chanyeol e D.O. começam a desenvolver sentimentos por ela. Será que ela vai ser capaz de conquistar o triângulo amoroso?

## Elenco
- Moon Ga-young como Ji Yeon-hee
- Park Chan-yeol como Chanyeol
- Do Kyung-soo como D.O.
- Byun Baek-hyun como Baekhyun
- Oh Se-hun como Sehun
- Kim Jong-in como Kai
- Kim Jun-myeon como Suho
- Kim Min-seok como Xiumin
- Zhang Yixing como Lay
- Kim Jong-dae como Chen
- Huang Zitao como Tao
- Jang Yoo-sang como Kwang-soo
- Kim Hee-jung como mãe de Yeon-hee
- Jeon Soo-jin como Ga-eun
- Yoon Joo-sang como avô de Chanyeol
- Jung Si-hyun como Min-hwan

## Trilha sonora
Em 22 de abril de 2015, Baekhyun lançou "Beautiful" para a trilha sonora da série. A canção é uma balada que apresenta uma melodia leve. As letras expressam os sentimentos que os membros do EXO tiveram quando conheceram seus fãs. "Beautiful" tornou-se a primeira trilha sonora de um web drama a ficar no topo das paradas digitais.

## Transmissão
| Emissora                                    | País                                       | data de transmissão |
| ------------------------------------------- | ------------------------------------------ | --- |
| Naver TV Cast                               | Coreia do Sul                              | 9 de abril de 2015 - 28 de maio de 2015 Todas terças e quintas-feiras, atualizado em conjunto No horário coreano ás 22:00 No horário chinês ás 21:00 |
| YouTube docomo Beetv(dVideo) Soft Bank UURA | Japão                                      | 9 de abril de 2015 - 28 de maio de 2015 Todas terças e quintas-feiras, atualizado em conjunto No horário coreano ás 22:00 No horário chinês ás 21:00 |
| YouTube                                     | Malásia · Singapura · Filipinas · Vietname | 9 de abril de 2015 - 28 de maio de 2015 Todas terças e quintas-feiras, atualizado em conjunto No horário coreano ás 22:00 No horário chinês ás 21:00 |
| LINE TV                                     | Tailândia · Taiwan                         | 9 de abril de 2015 - 28 de maio de 2015 Todas terças e quintas-feiras, atualizado em conjunto No horário coreano ás 22:00 No horário chinês ás 21:00 |
| iQiyi                                       | China                                      | 9 de abril de 2015 - 28 de maio de 2015 Todas terças e quintas-feiras, atualizado em conjunto No horário coreano ás 22:00 No horário chinês ás 21:00 |